# Médecine équine
 (mai 2022).
Si vous disposez d'ouvrages ou d'articles de référence ou si vous connaissez des sites web de qualité traitant du thème abordé ici, merci de compléter l'article en donnant les références utiles à sa vérifiabilité et en les liant à la section « Notes et références ».
Pour un article plus général, voir Médecine vétérinaire.

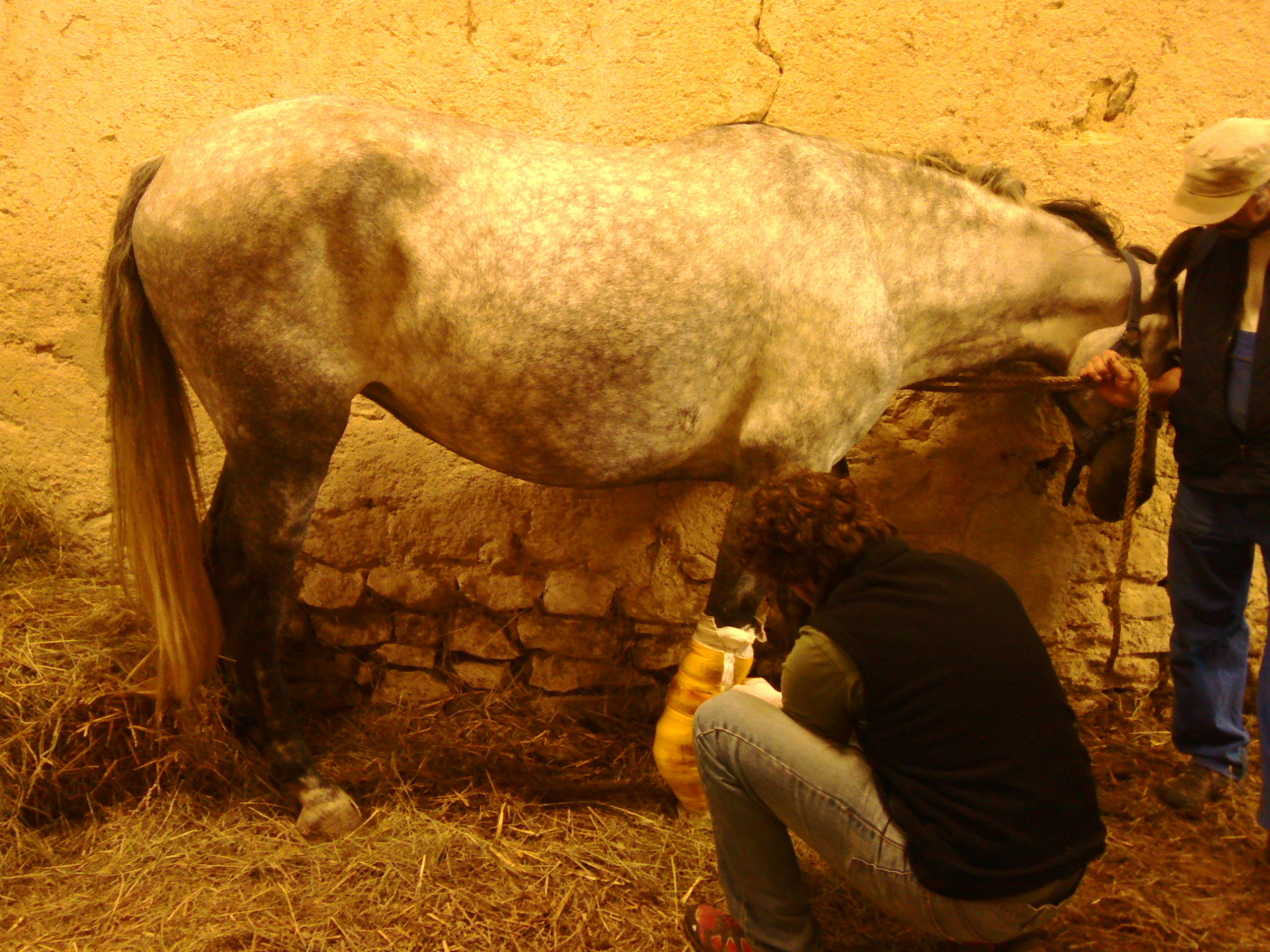
Soins vétérinaires sur l'antérieur droit d'une jument de 7 ans.

La médecine équine est une branche de la médecine vétérinaire, spécialisée dans les chevaux.

## Histoire
La médecine équine est l'héritière de l'hippiatrie antique et médiévale, surtout issue du savoir des Grecs et des Arabes. 

Avec l'amélioration des connaissances, les anciennes pratiques de soin incluant des rituels magiques et des saignées ont peu à peu laissé place à la médecine vétérinaire moderne.
La valeur élevée de certains chevaux, de course notamment (Pur-sang) explique que leurs propriétaires soient prêts à faire appel à des soins très coûteux et à des médecines alternatives.
Dans la civilisation islamique, un baytarnâme est un traité portant sur l’élevage, la maladie et la thérapie des chevaux.

## Spécialités
La médecine équine (et métiers de soins au cheval) associe plusieurs spécialités ;
- Le dentiste équin.
- Palefrenier soigneur.
- Cavalier soigneur.
- Premier garçon.
- Responsable d'écurie.
- Garçon de voyage.
- Éleveur.
- Assistant d'élevage.
- Étalonnier.
- Veilleur de nuit (poulinage)
- Inséminateur.
- Responsable d'élevage.
- Auxiliaire vétérinaire.
- Ostéopathe équin (également médecine alternative).
- Maréchal-ferrant.

### Soins vétérinaires
Le vétérinaire équin, travaillant souvent dans une clinique équine, soigne uniquement les chevaux, en particulier ceux utilisés pour la monte ou les courses. Les chevaux présentent les mêmes symptomatologies que les humains au niveau articulaire : fractures, inflammation, déformation, usure. On utilise les mêmes appareils pour les soigner : radiologie, scanner, IRM, échographie, prise de sang etc. Ces outils sont aussi utilisés dans l'expertise des chevaux et pur sangs destinés à la course ou à la vente.

### Gynécologie
La première échographie équine a eu lieu vers 1990 et a beaucoup évolué depuis ce qui a permis de faire des recherches plus développées sur le plan génétique. Une jument pleine (attendant un poulain) pouline au bout d'environ 11 mois et 10 jours mais il y a des exceptions. Comme chez l'homme, il y a parfois des prématurés. Certains poulains ont des maladies de naissance ou parfois la mère est malade, il faut alors alimenter soi-même le poulain car la maladie peut être transmise par le colostrum (premier lait maternel). Il y a rarement des jumeaux car même s’ils se forment dans le ventre de la mère, ils arrivent rarement à terme et comme cela est risqué aussi pour la mère, le propriétaire décide souvent de faire avorter la jument de l'un des deux poulains.

### Épidémiologie, antibiorésistance
Les lieux de courses de chevaux ou d'entrainement, ainsi que les écuries sont des lieux possibles d'épidémies équines (dont grippales) ;

Certains parasites (tiques en particulier) sont susceptibles de véhiculer divers pathogènes dont des borrélies responsables de différentes variantes de la maladie de Lyme ;

Des problèmes croissant d'antibiorésistances peuvent compliquer les soins et traitements. En particulier, trois antibiotiques très utilisés en médecine vétérinaire (la pénicilline G, la gentamicine et le triméthoprime-sulfamide) « ont un pourcentage de souches sensibles en diminution pour certaines espèces bactériennes » (autrement dit, sont plus souvent résistantes à ces antibiotiques)

### Médecines alternatives
Les médecines alternatives (aussi appelées médecines parallèles ou naturelles) sont nombreuses et se sont développées dans le domaine équin, comme la phytothérapie (thérapie par les plantes), l'acupuncture, l'étiopathie animale issue du reboutement jusqu'alors transmise oralement, et depuis les années 1963 via un enseignement scientifique, l'hydrothérapie (thérapie par l'eau), la phlorothérapie (thérapie par les fleurs), l'électrothérapie (thérapie par l'électricité), l'ostéopathie (manipulation du squelette, des muscles, des ligaments voire des viscères) ou l'homéopathie qui peuvent beaucoup aider le cheval.
L'hydrothérapie est beaucoup utilisée chez les chevaux de course (argiles, bain de mer…) pour faire récupérer les tendons abîmés et fatigués. La phytothérapie est utilisée dans de nombreux domaines, par exemple pour faciliter les chaleurs d'une jument (une jument qui a des « mauvaise » chaleurs souffre et a mauvais caractère) ou calmer un cheval anxieux ou excité sans altérer ses performances mais attention cependant car certaines plantes mais très peu sont contrôlées positives aux tests antidopage.

### Études
- Formation : Ce métier est accessible après une classe préparatoire sur concours (5 écoles vétérinaire en France). Équivalence possible avec des diplômes obtenus à l'étranger.
- Niveau d'entrée : Accessible à partir d'un bac + 7 (y compris 2 ans de classe préparatoire au concours)
- Expérience : La spécialité équine s'acquiert après une formation vétérinaire de base, durant laquelle il est nécessaire d'acquérir de l'expérience au travers de stages dans la filière équine.
- Compétences requises : Maitrise des sciences médicinales et animales. Connaissance des équidés et de leurs comportements. Rigueur, capacité d'analyse, de prise de décisions dans des contextes de crise (maladie, accident). Secrétariat, gestion, en particulier pour les indépendants ; 
La médecine équine ne nécessite pas l'acquisition de galops.

### Évolutions possibles
Évolutions possible vers des postes de chef de clinique, de vétérinaire d'équipes sportives, de chercheurs, de chef de projet dans des institutions.

### Fonctions
- Établissement du diagnostic et du protocole de soins ;
- Réalisation des soins réguliers tels les vaccins ou la vermifugation et de soins plus exceptionnels résultat d'une maladie ou d'un accident;
- Peut être amené à encadrer (secrétaire, auxiliaire vétérinaire).